# Voleibol de praia nos Jogos Olímpicos de Verão de 2012 - Feminino

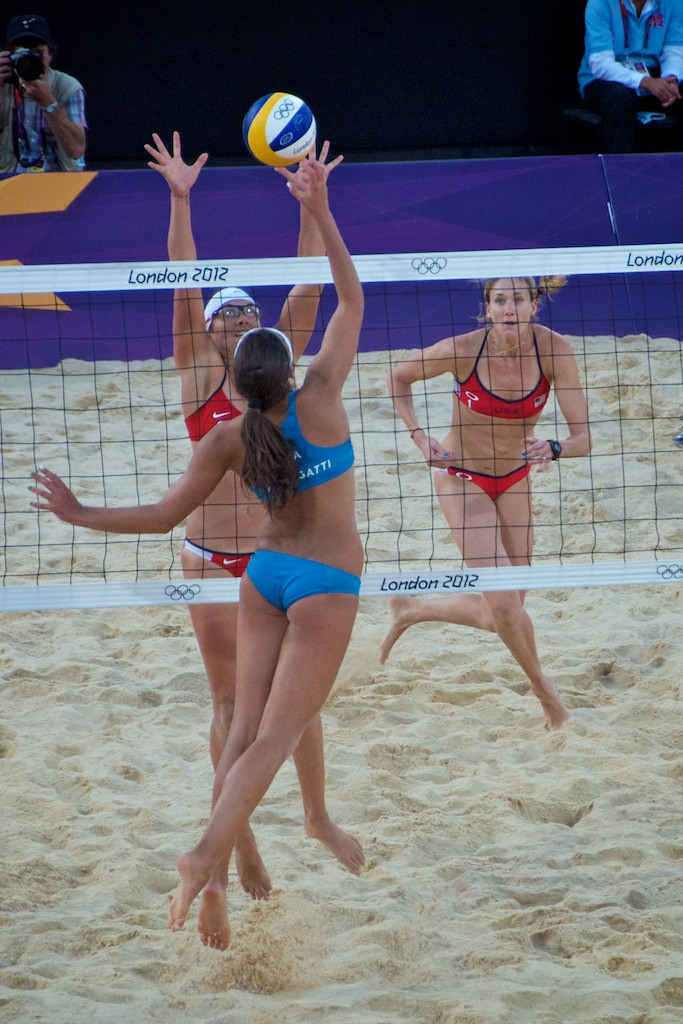
Partida das quartas de final entre as duplas dos EUA e da Itália.

O torneio feminino de voleibol de praia nos Jogos Olímpicos de Verão de 2012 foi realizado no Horse Guards Parade entre 28 de julho e 8 de agosto.
Vinte e quatro duplas participaram da competição, sendo que cada Comitê Olímpico Nacional poderia enviar um máximo de duas duplas. As duplas foram divididas em seis grupos de quatro equipes cada, com as duas primeiras de cada grupo avançando a fase final. As duas melhores duplas terceiro colocadas nos grupos também avançaram, e as quatro restantes disputaram uma fase extra de play-offs (lucky loser) para determinar mais dois classificados, totalizando as 16 duplas nas oitavas de final. A partir dessa etapa a competição foi realizada em eliminatória direta, com as quartas de final, semifinal e finais.

## Medalhistas
| Ouro   | USA Misty May-Treanor e Kerri Walsh |
| Prata  | USA Jennifer Kessy e April Ross     |
| Bronze | BRA Juliana Silva e Larissa França  |

## Cabeças de chave

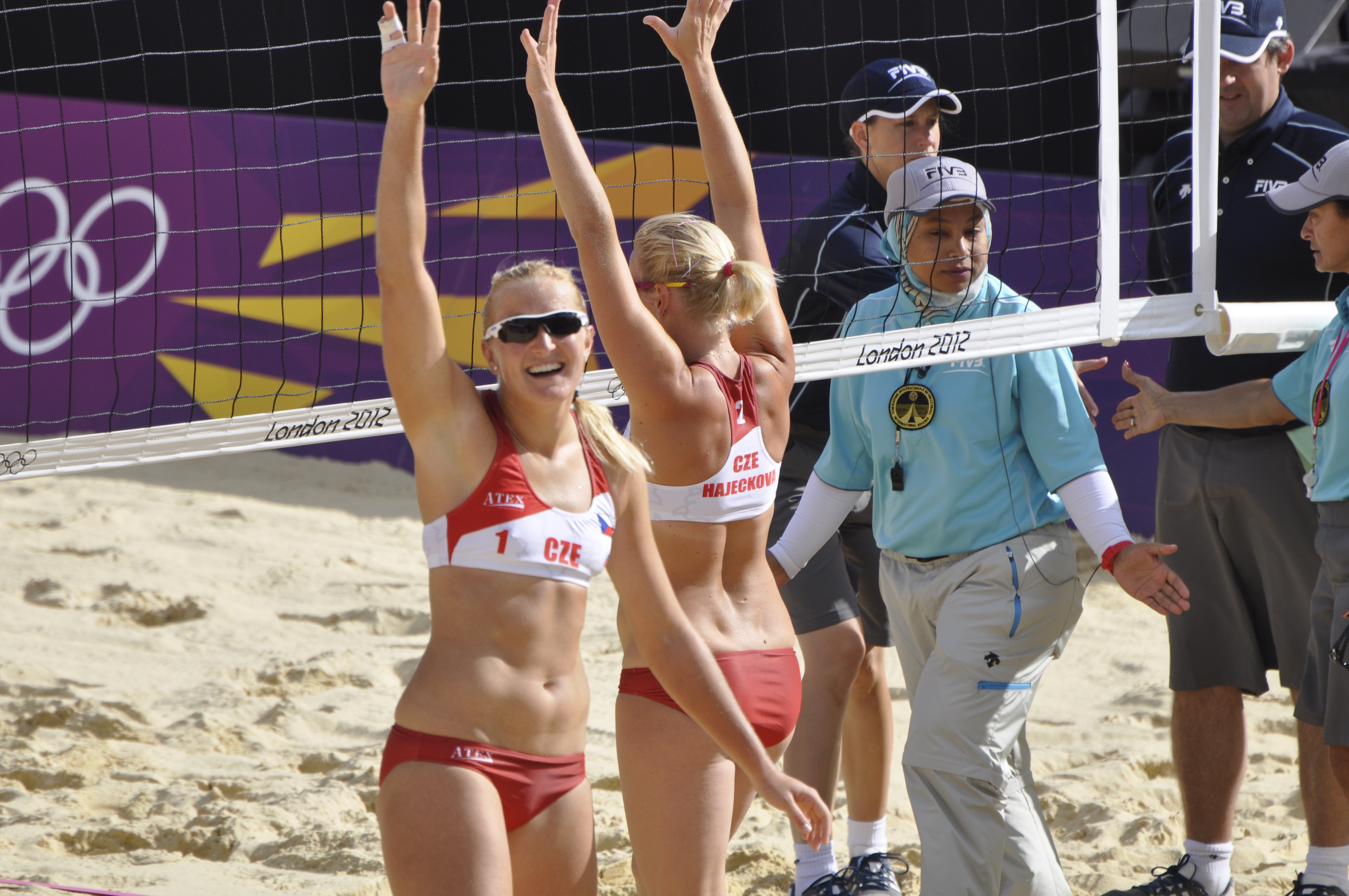
Hana Klapalová e Lenka Háječková foi uma das duplas checas em Londres.

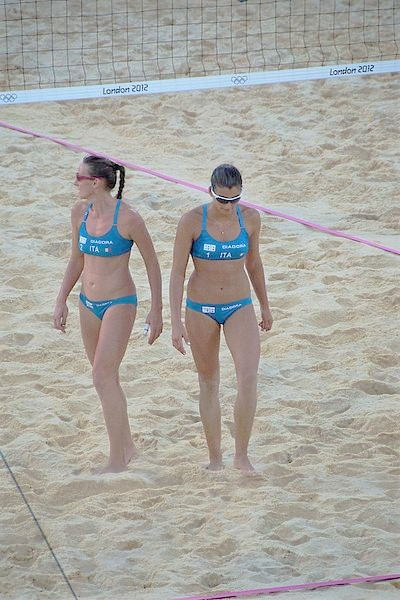
Greta Cicolari e Marta Menegatti representaram a Itália.

| Pos. | Dupla                                  | CON                 |
| ---- | -------------------------------------- | ------------------- |
| 1    | Juliana Silva – Larissa França         | BRA Brasil          |
| 2    | Xue Chen – Zhang Xi                    | CHN China           |
| 3    | Misty May-Treanor – Kerri Walsh        | USA Estados Unidos  |
| 4    | Jennifer Kessy – April Ross            | USA Estados Unidos  |
| 5    | Maria Elisa Antonelli – Talita Antunes | BRA Brasil          |
| 6    | Zara Dampney – Shauna Mullin           | GBR Grã-Bretanha    |
| 7    | Greta Cicolari – Marta Menegatti       | ITA Itália          |
| 8    | Sara Goller – Laura Ludwig             | GER Alemanha        |
| 9    | Sanne Keizer – Marleen van Iersel      | NED Países Baixos   |
| 10   | Kristýna Kolocová – Markéta Sluková    | CZE República Checa |
| 11   | Simone Kuhn – Nadine Zumkehr           | SUI Suíça           |
| 12   | Katrin Holtwick – Ilka Semmler         | GER Alemanha        |
| 13   | Lenka Háječková – Hana Klapalová       | CZE República Checa |
| 14   | Vassiliki Arvaniti – Maria Tsiartsiani | GRE Grécia          |
| 15   | Doris Schwaiger – Stefanie Schwaiger   | AUT Áustria         |
| 16   | Elsa Baquerizo – Liliana Fernández     | ESP Espanha         |
| 17   | Louise Bawden – Becchara Palmer        | AUS Austrália       |
| 18   | Ekaterina Khomyakova – Evgenia Ukolova | RUS Rússia          |
| 19   | Marie-Andrée Lessard – Annie Martin    | CAN Canadá          |
| 20   | Madelein Meppelink – Sophie van Gestel | NED Países Baixos   |
| 21   | Ana Gallay – María Zonta               | ARG Argentina       |
| 22   | Natalie Cook – Tamsin Hinchley         | AUS Austrália       |
| 23   | Anastasia Vasina – Anna Vozakova       | RUS Rússia          |
| 24   | Natacha Rigobert – Elodie Li Yuk Lo    | MRI Maurício        |

## Fase de grupos
Todas as partidas seguem o horário de Londres (UTC+1).

### Grupo A
|     |                           |     | Jogos | Jogos | Jogos | Pontos | Pontos | Pontos | Sets | Sets | Sets  |
| Pos | Equipe                    | Pts | T     | V     | D     | V      | P      | R      | V    | P    | R     |
| --- | ------------------------- | --- | ----- | ----- | ----- | ------ | ------ | ------ | ---- | ---- | ----- |
| 1   | BRA Juliana – Larissa     | 6   | 3     | 3     | 0     | 6      | 0      | MAX    | 126  | 76   | 1.658 |
| 2   | GER Holtwick – Semmler    | 5   | 3     | 2     | 1     | 4      | 2      | 2.000  | 115  | 97   | 1.186 |
| 3   | CZE Háječková – Klapalová | 4   | 3     | 1     | 2     | 2      | 4      | 0.500  | 106  | 105  | 1.010 |
| 4   | MRI Rigobert – Li Yuk Lo  | 3   | 3     | 0     | 3     | 0      | 6      | 0.000  | 57   | 126  | 0.452 |

| 28 de julho 10:00 Relatório | GER Holtwick – Semmler | 2 – 0       | CZE Háječková – Klapalová | Horse Guards Parade Árbitro(s): POL Agnieszka Myszkowska BRA Maria Villas-Boas |
| 28 de julho 10:00 Relatório | 21                     | Set 1 Set 2 | 16 18                     | Horse Guards Parade Árbitro(s): POL Agnieszka Myszkowska BRA Maria Villas-Boas |

| 28 de julho 17:30 Relatório | BRA Juliana – Larissa | 2 – 0       | MRI Rigobert – Li Yuk Lo | Horse Guards Parade Árbitro(s): GBR Gregory Thompson EGY Amina El-Sergany |
| 28 de julho 17:30 Relatório | 21                    | Set 1 Set 2 | 5 10                     | Horse Guards Parade Árbitro(s): GBR Gregory Thompson EGY Amina El-Sergany |

| 30 de julho 09:00 Relatório | CZE Háječková – Klapalová | 2 – 0       | MRI Rigobert – Li Yuk Lo | Horse Guards Parade Árbitro(s): EGY Amina El-Sergany BRA Maria Villas-Boas |
| 30 de julho 09:00 Relatório | 21                        | Set 1 Set 2 | 10 11                    | Horse Guards Parade Árbitro(s): EGY Amina El-Sergany BRA Maria Villas-Boas |

| 30 de julho 15:30 Relatório | BRA Juliana – Larissa | 2 – 0       | GER Holtwick – Semmler | Horse Guards Parade Árbitro(s): NZL Richard Casutt CHN Wang Leijun |
| 30 de julho 15:30 Relatório | 21                    | Set 1 Set 2 | 18 13                  | Horse Guards Parade Árbitro(s): NZL Richard Casutt CHN Wang Leijun |

| 1 de agosto 10:00 Relatório | GER Holtwick – Semmler | 2 – 0       | MRI Rigobert – Li Yuk Lo | Horse Guards Parade Árbitro(s): GBR Gregory Thompson EGY Amina El-Sergany |
| 1 de agosto 10:00 Relatório | 21                     | Set 1 Set 2 | 11 10                    | Horse Guards Parade Árbitro(s): GBR Gregory Thompson EGY Amina El-Sergany |

| 1 de agosto 15:30 Relatório | BRA Juliana – Larissa | 2 – 0       | CZE Háječková – Klapalová | Horse Guards Parade Árbitro(s): MEX Miguel Ramírez FRA Marc Berard |
| 1 de agosto 15:30 Relatório | 21                    | Set 1 Set 2 | 12 18                     | Horse Guards Parade Árbitro(s): MEX Miguel Ramírez FRA Marc Berard |

### Grupo B
|     |                            |     | Jogos | Jogos | Jogos | Pontos | Pontos | Pontos | Sets | Sets | Sets  |
| Pos | Equipe                     | Pts | T     | V     | D     | V      | P      | R      | V    | P    | R     |
| --- | -------------------------- | --- | ----- | ----- | ----- | ------ | ------ | ------ | ---- | ---- | ----- |
| 1   | RUS Vasina – Vozakova      | 5   | 3     | 2     | 1     | 5      | 4      | 1.250  | 156  | 150  | 1.040 |
| 2   | CHN Xue – Zhang            | 5   | 3     | 2     | 1     | 5      | 3      | 1.667  | 143  | 135  | 1.059 |
| 3   | SUI Kuhn – Zumkehr         | 4   | 3     | 1     | 2     | 4      | 4      | 1.000  | 136  | 139  | 0.978 |
| 4   | GRE Arvaniti – Tsiartsiani | 4   | 3     | 1     | 2     | 2      | 5      | 0.400  | 119  | 130  | 0.915 |

| 28 de julho 09:00 Relatório | CHN Xue – Zhang | 1 – 2             | RUS Vasina – Vozakova | Horse Guards Parade Árbitro(s): GBR Damien Searle SUI Jonas Personeni |
| 28 de julho 09:00 Relatório | 21 14 14        | Set 1 Set 2 Set 3 | 18 21 16              | Horse Guards Parade Árbitro(s): GBR Damien Searle SUI Jonas Personeni |

| 28 de julho 21:00 Relatório | SUI Kuhn – Zumkehr | 2 – 0       | GRE Arvaniti – Tsiartsiani | Horse Guards Parade Árbitro(s): BRA Maria Villas-Boas NZL Richard Casutt |
| 28 de julho 21:00 Relatório | 21                 | Set 1 Set 2 | 13 19                      | Horse Guards Parade Árbitro(s): BRA Maria Villas-Boas NZL Richard Casutt |

| 30 de julho 10:00 Relatório | CHN Xue – Zhang | 2 – 1             | SUI Kuhn – Zumkehr | Horse Guards Parade Árbitro(s): USA Daniel Apol ARG Osvaldo Sumavil |
| 30 de julho 10:00 Relatório | 21 16 15        | Set 1 Set 2 Set 3 | 18 21 8            | Horse Guards Parade Árbitro(s): USA Daniel Apol ARG Osvaldo Sumavil |

| 30 de julho 16:30 Relatório | GRE Arvaniti – Tsiartsiani | 2 – 1             | RUS Vasina – Vozakova | Horse Guards Parade Árbitro(s): POR Rui Carvalho POL Agnieszka Myszkowska |
| 30 de julho 16:30 Relatório | 18 21 15                   | Set 1 Set 2 Set 3 | 21 13 12              | Horse Guards Parade Árbitro(s): POR Rui Carvalho POL Agnieszka Myszkowska |

| 1 de agosto 09:00 Relatório | CHN Xue – Zhang | 2 – 0       | GRE Arvaniti – Tsiartsiani | Horse Guards Parade Árbitro(s): ARG Osvaldo Sumavil USA Daniel Apol |
| 1 de agosto 09:00 Relatório | 21              | Set 1 Set 2 | 17 16                      | Horse Guards Parade Árbitro(s): ARG Osvaldo Sumavil USA Daniel Apol |

| 1 de agosto 14:30 Relatório | SUI Kuhn – Zumkehr | 1 – 2             | RUS Vasina – Vozakova | Horse Guards Parade Árbitro(s): GBR Damien Searle POL Agnieszka Myszkowska |
| 1 de agosto 14:30 Relatório | 17 21 9            | Set 1 Set 2 Set 3 | 21 19 15              | Horse Guards Parade Árbitro(s): GBR Damien Searle POL Agnieszka Myszkowska |

### Grupo C
|     |                           |     | Jogos | Jogos | Jogos | Pontos | Pontos | Pontos | Sets | Sets | Sets  |
| Pos | Equipe                    | Pts | T     | V     | D     | V      | P      | R      | V    | P    | R     |
| --- | ------------------------- | --- | ----- | ----- | ----- | ------ | ------ | ------ | ---- | ---- | ----- |
| 1   | USA May-Treanor – Walsh   | 6   | 3     | 3     | 0     | 6      | 1      | 6.000  | 137  | 109  | 1.257 |
| 2   | CZE Kolocová – Sluková    | 5   | 3     | 2     | 1     | 4      | 4      | 1.000  | 133  | 137  | 0.971 |
| 3   | AUT Schwaiger – Schwaiger | 4   | 3     | 1     | 2     | 4      | 5      | 0.800  | 141  | 150  | 0.940 |
| 4   | AUS Cook – Hinchley       | 3   | 3     | 0     | 3     | 2      | 6      | 0.333  | 136  | 151  | 0.901 |

| 28 de julho 14:30 Relatório | CZE Kolocová – Sluková | 2 – 1             | AUT Schwaiger – Schwaiger | Horse Guards Parade Árbitro(s): AUT Catriona Tweedie POR Rui Carvalho |
| 28 de julho 14:30 Relatório | 10 21 15               | Set 1 Set 2 Set 3 | 21 13 13                  | Horse Guards Parade Árbitro(s): AUT Catriona Tweedie POR Rui Carvalho |

| 28 de julho 23:00 Relatório | USA May-Treanor – Walsh | 2 – 0       | AUS Cook – Hinchley | Horse Guards Parade Árbitro(s): EGY Amina El-Sergany GBR Gregory Thompson |
| 28 de julho 23:00 Relatório | 21                      | Set 1 Set 2 | 18 19               | Horse Guards Parade Árbitro(s): EGY Amina El-Sergany GBR Gregory Thompson |

| 30 de julho 22:00 Relatório | AUT Schwaiger – Schwaiger | 2 – 1             | AUS Cook – Hinchley | Horse Guards Parade Árbitro(s): BRA Maria Villas-Boas GBR Gregory Thompson |
| 30 de julho 22:00 Relatório | 18 22 15                  | Set 1 Set 2 Set 3 | 21 20 10            | Horse Guards Parade Árbitro(s): BRA Maria Villas-Boas GBR Gregory Thompson |

| 30 de julho 23:00 Relatório | USA May-Treanor – Walsh | 2 – 0       | CZE Kolocová – Sluková | Horse Guards Parade Árbitro(s): SUI Jonas Personeni EGY Amina El-Sergany |
| 30 de julho 23:00 Relatório | 21                      | Set 1 Set 2 | 14 19                  | Horse Guards Parade Árbitro(s): SUI Jonas Personeni EGY Amina El-Sergany |

| 1 de agosto 22:00 Relatório | CZE Kolocová – Sluková | 2 – 1             | AUS Cook – Hinchley | Horse Guards Parade Árbitro(s): BRA Maria Villas-Boas EGY Amina El-Sergany |
| 1 de agosto 22:00 Relatório | 21 18 15               | Set 1 Set 2 Set 3 | 16 21 11            | Horse Guards Parade Árbitro(s): BRA Maria Villas-Boas EGY Amina El-Sergany |

| 1 de agosto 23:00 Relatório | USA May-Treanor – Walsh | 2 – 1             | AUT Schwaiger – Schwaiger | Horse Guards Parade Árbitro(s): NZL Richard Casutt GBR Gregory Thompson |
| 1 de agosto 23:00 Relatório | 17 21 15                | Set 1 Set 2 Set 3 | 21 8 10                   | Horse Guards Parade Árbitro(s): NZL Richard Casutt GBR Gregory Thompson |

### Grupo D
|     |                           |     | Jogos | Jogos | Jogos | Pontos | Pontos | Pontos | Sets | Sets | Sets  |
| Pos | Equipe                    | Pts | T     | V     | D     | V      | P      | R      | V    | P    | R     |
| --- | ------------------------- | --- | ----- | ----- | ----- | ------ | ------ | ------ | ---- | ---- | ----- |
| 1   | USA Kessy – Ross          | 6   | 3     | 3     | 0     | 6      | 2      | 3.000  | 149  | 131  | 1.137 |
| 2   | ESP Baquerizo – Fernández | 5   | 3     | 2     | 1     | 5      | 3      | 1.667  | 149  | 143  | 1.042 |
| 3   | NED Keizer – van Iersel   | 4   | 3     | 1     | 2     | 4      | 4      | 1.000  | 134  | 126  | 1.063 |
| 4   | ARG Gallay – Zonta        | 3   | 3     | 0     | 3     | 0      | 6      | 0.000  | 93   | 126  | 0.738 |

| 29 de julho 12:00 Relatório | NED Keizer – van Iersel | 1 – 2             | ESP Baquerizo – Fernández | Horse Guards Parade Árbitro(s): MEX Miguel Ramírez CHN Wang Leijun |
| 29 de julho 12:00 Relatório | 21 16 11                | Set 1 Set 2 Set 3 | 14 21 15                  | Horse Guards Parade Árbitro(s): MEX Miguel Ramírez CHN Wang Leijun |

| 29 de julho 21:00 Relatório | USA Kessy – Ross | 2 – 0       | ARG Gallay – Zonta | Horse Guards Parade Árbitro(s): CHN Wang Leijun AUS Catriona Tweedie |
| 29 de julho 21:00 Relatório | 21               | Set 1 Set 2 | 11 18              | Horse Guards Parade Árbitro(s): CHN Wang Leijun AUS Catriona Tweedie |

| 31 de julho 11:00 Relatório | ESP Baquerizo – Fernández | 2 – 0       | ARG Gallay – Zonta | Horse Guards Parade Árbitro(s): MEX Miguel Ramírez FRA Marc Berard |
| 31 de julho 11:00 Relatório | 22 21                     | Set 1 Set 2 | 20 16              | Horse Guards Parade Árbitro(s): MEX Miguel Ramírez FRA Marc Berard |

| 31 de julho 23:00 Relatório | USA Kessy – Ross | 2 – 1             | NED Keizer – van Iersel | Horse Guards Parade Árbitro(s): SUI Jonas Personeni CHN Wang Leijun |
| 31 de julho 23:00 Relatório | 21 12 15         | Set 1 Set 2 Set 3 | 15 21 8                 | Horse Guards Parade Árbitro(s): SUI Jonas Personeni CHN Wang Leijun |

| 2 de agosto 11:00 Relatório | NED Keizer – van Iersel | 2 – 0       | ARG Gallay – Zonta | Horse Guards Parade Árbitro(s): POL Agnieszka Myszkowska MEX Miguel Ramírez |
| 2 de agosto 11:00 Relatório | 21                      | Set 1 Set 2 | 12 16              | Horse Guards Parade Árbitro(s): POL Agnieszka Myszkowska MEX Miguel Ramírez |

| 2 de agosto 16:30 Relatório | USA Kessy – Ross | 2 – 1             | ESP Baquerizo – Fernández | Horse Guards Parade Árbitro(s): NZL Richard Casutt CHN Wang Leijun |
| 2 de agosto 16:30 Relatório | 21 19 19         | Set 1 Set 2 Set 3 | 19 21 17                  | Horse Guards Parade Árbitro(s): NZL Richard Casutt CHN Wang Leijun |

### Grupo E
|     |                            |     | Jogos | Jogos | Jogos | Pontos | Pontos | Pontos | Sets | Sets | Sets  |
| Pos | Equipe                     | Pts | T     | V     | D     | V      | P      | R      | V    | P    | R     |
| --- | -------------------------- | --- | ----- | ----- | ----- | ------ | ------ | ------ | ---- | ---- | ----- |
| 1   | BRA Maria Elisa – Talita   | 6   | 3     | 3     | 0     | 6      | 2      | 3.000  | 161  | 138  | 1.167 |
| 2   | GER Goller – Ludwig        | 5   | 3     | 2     | 1     | 5      | 3      | 1.667  | 160  | 144  | 1.111 |
| 3   | NED Meppelink – van Gestel | 4   | 3     | 1     | 2     | 2      | 4      | 0.500  | 103  | 118  | 0.873 |
| 4   | AUS Bawden – Palmer        | 3   | 3     | 0     | 3     | 2      | 6      | 0.333  | 127  | 151  | 0.841 |

| 29 de julho 16:30 Relatório | GER Goller – Ludwig | 2 – 1             | AUS Bawden – Palmer | Horse Guards Parade Árbitro(s): SUI Jonas Personeni EGY Amina El-Sergany |
| 29 de julho 16:30 Relatório | 21 19 15            | Set 1 Set 2 Set 3 | 18 21 8             | Horse Guards Parade Árbitro(s): SUI Jonas Personeni EGY Amina El-Sergany |

| 29 de julho 20:00 Relatório | BRA Maria Elisa – Talita | 2 – 0       | NED Meppelink – van Gestel | Horse Guards Parade Árbitro(s): POL Agnieszka Myszkowska FRA Marc Berard |
| 29 de julho 20:00 Relatório | 21                       | Set 1 Set 2 | 10 19                      | Horse Guards Parade Árbitro(s): POL Agnieszka Myszkowska FRA Marc Berard |

| 31 de julho 12:00 Relatório | BRA Maria Elisa – Talita | 2 – 1             | GER Goller – Ludwig | Horse Guards Parade Árbitro(s): CAN Darryl Friesen POL Agnieszka Myszkowska |
| 31 de julho 12:00 Relatório | 21 29 15                 | Set 1 Set 2 Set 3 | 19 31 13            | Horse Guards Parade Árbitro(s): CAN Darryl Friesen POL Agnieszka Myszkowska |

| 31 de julho 16:30 Relatório | AUS Bawden – Palmer | 0 – 2       | NED Meppelink – van Gestel | Horse Guards Parade Árbitro(s): EGY Amina El-Sergany ARG Osvaldo Sumavil |
| 31 de julho 16:30 Relatório | 19 15               | Set 1 Set 2 | 21                         | Horse Guards Parade Árbitro(s): EGY Amina El-Sergany ARG Osvaldo Sumavil |

| 2 de agosto 14:30 Relatório | GER Goller – Ludwig | 2 – 0       | NED Meppelink – van Gestel | Horse Guards Parade Árbitro(s): USA Daniel Apol EGY Amina El-Sergany |
| 2 de agosto 14:30 Relatório | 21                  | Set 1 Set 2 | 18 14                      | Horse Guards Parade Árbitro(s): USA Daniel Apol EGY Amina El-Sergany |

| 2 de agosto 17:30 Relatório | BRA Maria Elisa – Talita | 2 – 1             | AUS Bawden – Palmer | Horse Guards Parade Árbitro(s): ARG Osvaldo Sumavil USA Daniel Apol |
| 2 de agosto 17:30 Relatório | 18 21 15                 | Set 1 Set 2 Set 3 | 21 16 9             | Horse Guards Parade Árbitro(s): ARG Osvaldo Sumavil USA Daniel Apol |

### Grupo F
|     |                          |     | Jogos | Jogos | Jogos | Pontos | Pontos | Pontos | Sets | Sets | Sets  |
| Pos | Equipe                   | Pts | T     | V     | D     | V      | P      | R      | V    | P    | R     |
| --- | ------------------------ | --- | ----- | ----- | ----- | ------ | ------ | ------ | ---- | ---- | ----- |
| 1   | ITA Cicolari – Menegatti | 6   | 3     | 3     | 0     | 6      | 2      | 3.000  | 154  | 122  | 1.262 |
| 2   | RUS Khomyakova – Ukolova | 5   | 3     | 2     | 1     | 5      | 3      | 1.667  | 157  | 150  | 1.047 |
| 3   | GBR Dampney – Mullin     | 4   | 3     | 1     | 2     | 2      | 5      | 0.400  | 119  | 136  | 0.875 |
| 4   | CAN Lessard – Martin     | 3   | 3     | 0     | 3     | 3      | 6      | 0.500  | 156  | 176  | 0.886 |

| 29 de julho 09:00 Relatório | ITA Cicolari – Menegatti | 2 – 1             | RUS Khomyakova – Ukolova | Horse Guards Parade Árbitro(s): FRA Marc Berard GBR Damien Searle |
| 29 de julho 09:00 Relatório | 17 21 15                 | Set 1 Set 2 Set 3 | 21 18 8                  | Horse Guards Parade Árbitro(s): FRA Marc Berard GBR Damien Searle |

| 29 de julho 17:30 Relatório | GBR Dampney – Mullin | 2 – 1             | CAN Lessard – Martin | Horse Guards Parade Árbitro(s): BRA Maria Villas-Boas MEX Miguel Ramírez |
| 29 de julho 17:30 Relatório | 17 21 15             | Set 1 Set 2 Set 3 | 21 14 13             | Horse Guards Parade Árbitro(s): BRA Maria Villas-Boas MEX Miguel Ramírez |

| 31 de julho 17:30 Relatório | GBR Dampney – Mullin | 0 – 2       | ITA Cicolari – Menegatti | Horse Guards Parade Árbitro(s): NZL Richard Casutt BRA Maria Villas-Boas |
| 31 de julho 17:30 Relatório | 18 12                | Set 1 Set 2 | 21                       | Horse Guards Parade Árbitro(s): NZL Richard Casutt BRA Maria Villas-Boas |

| 31 de julho 20:00 Relatório | RUS Khomyakova – Ukolova | 2 – 1             | CAN Lessard – Martin | Horse Guards Parade Árbitro(s): POL Agnieszka Myszkowska MEX Miguel Ramírez |
| 31 de julho 20:00 Relatório | 21 28 15                 | Set 1 Set 2 Set 3 | 18 30 13             | Horse Guards Parade Árbitro(s): POL Agnieszka Myszkowska MEX Miguel Ramírez |

| 2 de agosto 12:00 Relatório | ITA Cicolari – Menegatti | 2 – 1             | CAN Lessard – Martin | Horse Guards Parade Árbitro(s): POR Rui Carvalho CHN Wang Leijun |
| 2 de agosto 12:00 Relatório | 21 23 15                 | Set 1 Set 2 Set 3 | 12 25 10             | Horse Guards Parade Árbitro(s): POR Rui Carvalho CHN Wang Leijun |

| 2 de agosto 15:30 Relatório | GBR Dampney – Mullin | 0 – 2       | RUS Khomyakova – Ukolova | Horse Guards Parade Árbitro(s): ESP José Padrón MEX Miguel Ramírez |
| 2 de agosto 15:30 Relatório | 23 13                | Set 1 Set 2 | 25 21                    | Horse Guards Parade Árbitro(s): ESP José Padrón MEX Miguel Ramírez |

### Play-offs
Das seis duplas que finalizaram a fase de grupos em terceiro lugar, duas se classificaram diretamente as oitavas de final. As quatro restantes disputaram essa fase a fim de determinar as outras duas duplas classificadas.
|     |                            |     | Jogos | Jogos | Jogos | Pontos | Pontos | Pontos | Sets | Sets | Sets  |
| Pos | Equipe                     | Pts | T     | V     | D     | V      | P      | R      | V    | P    | R     |
| --- | -------------------------- | --- | ----- | ----- | ----- | ------ | ------ | ------ | ---- | ---- | ----- |
| 1   | NED Keizer – van Iersel    | 4   | 3     | 1     | 2     | 4      | 4      | 1.000  | 134  | 126  | 1.063 |
| 2   | SUI Kuhn – Zumkehr         | 4   | 3     | 1     | 2     | 4      | 4      | 1.000  | 136  | 139  | 0.978 |
| 3   | AUT Schwaiger – Schwaiger  | 4   | 3     | 1     | 2     | 4      | 5      | 0.800  | 141  | 150  | 0.940 |
| 4   | CZE Háječková – Klapalová  | 4   | 3     | 1     | 2     | 2      | 4      | 0.500  | 106  | 105  | 1.010 |
| 5   | NED Meppelink – van Gestel | 4   | 3     | 1     | 2     | 2      | 4      | 0.500  | 103  | 118  | 0.873 |
| 6   | GBR Dampney – Mullin       | 4   | 3     | 1     | 2     | 2      | 5      | 0.400  | 119  | 136  | 0.875 |

| 2 de agosto 22:00 Relatório | AUT Schwaiger – Schwaiger | 2 – 0       | GBR Dampney – Mullin | Horse Guards Parade Árbitro(s): POR Rui Carvalho FRA Marc Berard |
| 2 de agosto 22:00 Relatório | 21                        | Set 1 Set 2 | 15 12                | Horse Guards Parade Árbitro(s): POR Rui Carvalho FRA Marc Berard |

| 2 de agosto 22:00 Relatório | CZE Háječková – Klapalová | 0 – 2       | NED Meppelink – van Gestel | Horse Guards Parade Árbitro(s): GBR Damien Searle AUS Catriona Tweedie |
| 2 de agosto 22:00 Relatório | 17 17                     | Set 1 Set 2 | 21                         | Horse Guards Parade Árbitro(s): GBR Damien Searle AUS Catriona Tweedie |

## Fase final

### Oitavas de final
| 3 de agosto 09:00 Relatório | GER Goller – Ludwig | 2 – 0       | GER Holtwick – Semmler | Horse Guards Parade Árbitro(s): EGY Amina El-Sergany NZL Richard Casutt |
| 3 de agosto 09:00 Relatório | 21                  | Set 1 Set 2 | 16 15                  | Horse Guards Parade Árbitro(s): EGY Amina El-Sergany NZL Richard Casutt |

| 3 de agosto 14:00 Relatório | BRA Juliana – Larissa | 2 – 0       | NED Meppelink – van Gestel | Horse Guards Parade Árbitro(s): CHN Wang Leijun SUI Jonas Personeni |
| 3 de agosto 14:00 Relatório | 21                    | Set 1 Set 2 | 10 17                      | Horse Guards Parade Árbitro(s): CHN Wang Leijun SUI Jonas Personeni |

| 3 de agosto 17:00 Relatório | SUI Kuhn – Zumkehr | 0 – 2       | USA Kessy – Ross | Horse Guards Parade Árbitro(s): GBR Damien Searle AUS Catriona Tweedie |
| 3 de agosto 17:00 Relatório | 15 19              | Set 1 Set 2 | 21               | Horse Guards Parade Árbitro(s): GBR Damien Searle AUS Catriona Tweedie |

| 3 de agosto 22:00 Relatório | AUT Schwaiger – Schwaiger | 2 – 1             | RUS Vasina – Vozakova | Horse Guards Parade Árbitro(s): POL Agnieszka Myszkowska BRA Maria Villas-Boas |
| 3 de agosto 22:00 Relatório | 21 16 15                  | Set 1 Set 2 Set 3 | 17 21 9               | Horse Guards Parade Árbitro(s): POL Agnieszka Myszkowska BRA Maria Villas-Boas |

| 4 de agosto 09:00 Relatório | RUS Khomyakova – Ukolova | 0 – 2       | CHN Xue – Zhang | Horse Guards Parade Árbitro(s): ARG Osvaldo Sumavil USA Daniel Apol |
| 4 de agosto 09:00 Relatório | 12 11                    | Set 1 Set 2 | 21              | Horse Guards Parade Árbitro(s): ARG Osvaldo Sumavil USA Daniel Apol |

| 4 de agosto 13:00 Relatório | ESP Baquerizo – Fernández | 0 – 2       | ITA Cicolari – Menegatti | Horse Guards Parade Árbitro(s): FRA Marc Berard AUS Catriona Tweedie |
| 4 de agosto 13:00 Relatório | 15                        | Set 1 Set 2 | 21                       | Horse Guards Parade Árbitro(s): FRA Marc Berard AUS Catriona Tweedie |

| 4 de agosto 18:00 Relatório | BRA Maria Elisa – Talita | 1 – 2             | CZE Kolocová – Sluková | Horse Guards Parade Árbitro(s): MEX Miguel Ramírez POL Agnieszka Myszkowska |
| 4 de agosto 18:00 Relatório | 16 22 9                  | Set 1 Set 2 Set 3 | 21 20 15               | Horse Guards Parade Árbitro(s): MEX Miguel Ramírez POL Agnieszka Myszkowska |

| 4 de agosto 21:00 Relatório | USA May-Treanor – Walsh | 2 – 0       | NED Keizer – van Iersel | Horse Guards Parade Árbitro(s): BRA Maria Villas-Boas POR Rui Carvalho |
| 4 de agosto 21:00 Relatório | 21                      | Set 1 Set 2 | 13 12                   | Horse Guards Parade Árbitro(s): BRA Maria Villas-Boas POR Rui Carvalho |

### Quartas de final
| 5 de agosto 18:00 Relatório | CHN Xue – Zhang | 2 – 0       | AUT Schwaiger – Schwaiger | Horse Guards Parade Árbitro(s): USA Daniel Apol EGY Amina El-Sergany |
| 5 de agosto 18:00 Relatório | 21              | Set 1 Set 2 | 18 11                     | Horse Guards Parade Árbitro(s): USA Daniel Apol EGY Amina El-Sergany |

| 5 de agosto 19:00 Relatório | USA May-Treanor – Walsh | 2 – 0       | ITA Cicolari – Menegatti | Horse Guards Parade Árbitro(s): GBR Damien Searle FRA Marc Berard |
| 5 de agosto 19:00 Relatório | 21                      | Set 1 Set 2 | 13                       | Horse Guards Parade Árbitro(s): GBR Damien Searle FRA Marc Berard |

| 5 de agosto 22:00 Relatório | CZE Kolocová – Sluková | 0 – 2       | USA Kessy – Ross | Horse Guards Parade Árbitro(s): POR Rui Carvalho CAN Darryl Friesen |
| 5 de agosto 22:00 Relatório | 23 18                  | Set 1 Set 2 | 25 21            | Horse Guards Parade Árbitro(s): POR Rui Carvalho CAN Darryl Friesen |

| 5 de agosto 23:00 Relatório | BRA Juliana – Larissa | 2 – 0       | GER Goller – Ludwig | Horse Guards Parade Árbitro(s): NZL Richard Casutt AUS Catriona Tweedie |
| 5 de agosto 23:00 Relatório | 21                    | Set 1 Set 2 | 10 19               | Horse Guards Parade Árbitro(s): NZL Richard Casutt AUS Catriona Tweedie |

### Semifinal
| 7 de agosto 18:00 Relatório | USA May-Treanor – Walsh | 2 – 0       | CHN Xue – Zhang | Horse Guards Parade Árbitro(s): NZL Richard Casutt POL Agnieszka Myszkowska |
| 7 de agosto 18:00 Relatório | 22                      | Set 1 Set 2 | 20              | Horse Guards Parade Árbitro(s): NZL Richard Casutt POL Agnieszka Myszkowska |

| 7 de agosto 21:00 Relatório | BRA Juliana – Larissa | 1 – 2             | USA Kessy – Ross | Horse Guards Parade Público: GBR Damien Searle FRA Marc Berard |
| 7 de agosto 21:00 Relatório | 21 19 12              | Set 1 Set 2 Set 3 | 15 21 15         | Horse Guards Parade Público: GBR Damien Searle FRA Marc Berard |

### Disputa pelo bronze
| 8 de agosto 19:00 Relatório | CHN Xue – Zhang | 1 – 2             | BRA Juliana – Larissa | Horse Guards Parade Árbitro(s): SUI Jonas Personeni FRA Marc Berard |
| 8 de agosto 19:00 Relatório | 21 19 12        | Set 1 Set 2 Set 3 | 11 21 15              | Horse Guards Parade Árbitro(s): SUI Jonas Personeni FRA Marc Berard |

### Final
| 8 de agosto 21:00 Relatório | USA Kessy – Ross | 0 – 2       | USA May-Treanor – Walsh | Horse Guards Parade Público: BRA Maria Villas-Boas POL Agnieszka Myszkowska |
| 8 de agosto 21:00 Relatório | 16               | Set 1 Set 2 | 21                      | Horse Guards Parade Público: BRA Maria Villas-Boas POL Agnieszka Myszkowska |